# プロロジス
プロロジス（Prologis, Inc.）は、カリフォルニア州サンフランシスコに本社を置き、主に物流施設に投資、開発、管理、運営しているアメリカ合衆国の不動産会社（REIT）である。2011年6月にAMBプロパティコーポレーションとプロロジスが合併して設立された。
物流プロバイダーの先駆けであると共に、物流プロバイダーのGLPと双璧をなす大手の物流会社である。
多国籍企業であり、物流不動産業界では世界第一位である。

## 会社概要

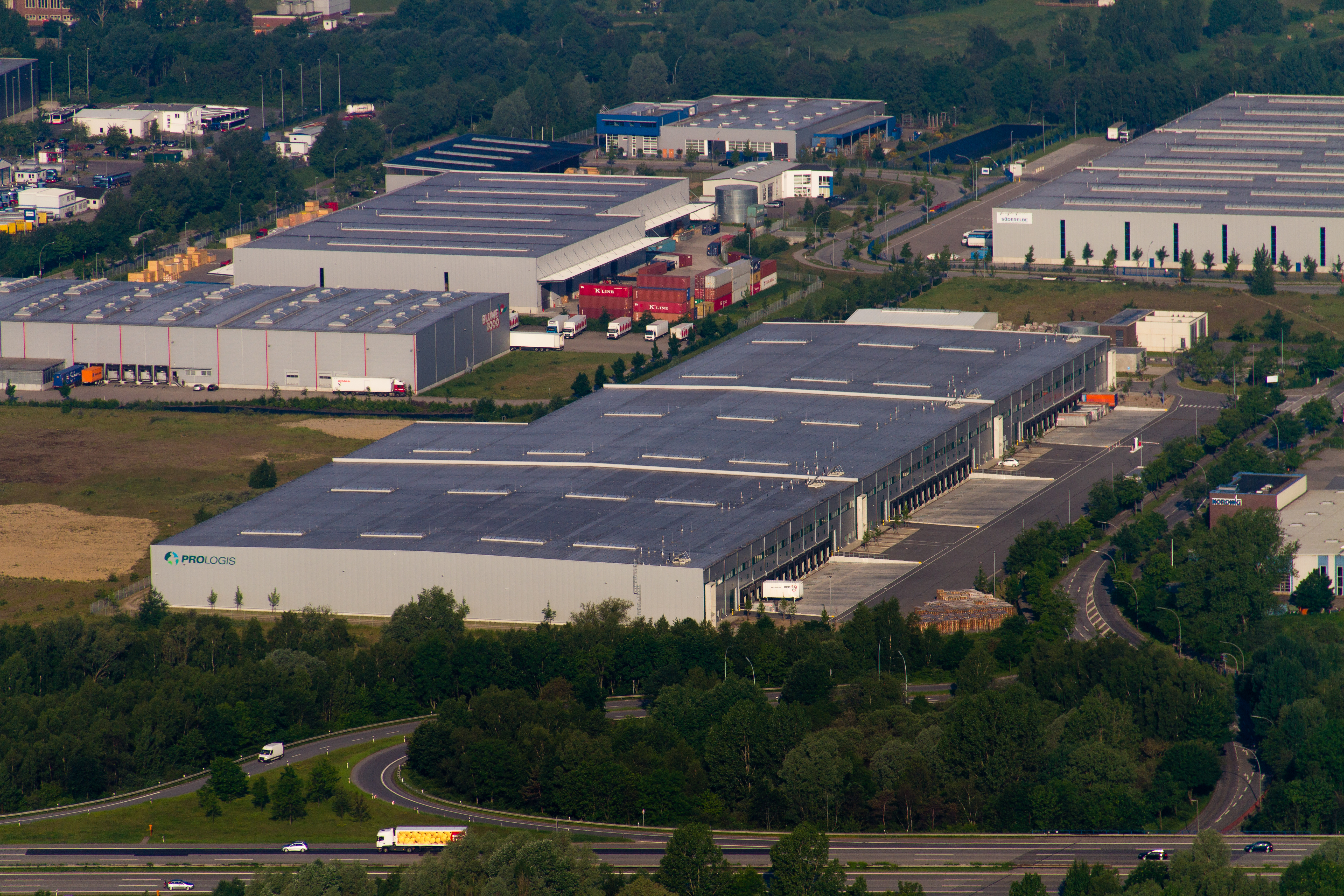
ドイツで建設されたプロロジスの倉庫群

2011年に同業2位のAMBプロパティコーポレーション（NYSE：AMB）と合併、世界22か国に延べ5,570万平方メートル、3500棟を超える物流施設を保有、総資産は460億米ドル（約3兆7720億円）におよぶ。AMBは1989年に最初のプライベートエクイティファンドを立ち上げ、物流不動産を始めた。
2009年にプロロジスの業績悪化により、保有資産の一部をシンガポール政府投資公社（GIC）に売却し、GLPが設立された。日本においては、プロロジスが保有する物流施設の大半をGLPが引き継いだ。
- 世界本社：アメリカ合衆国カリフォルニア州サンフランシスコ（旧AMB本社、業務本部は合併前の本社があったコロラド州デンバー）
- 最高経営責任者（CEO）：ウォルター・C・ラコウィッチ、ハミード・R・モガダム

## 沿革
- 1991年 - セキュリティー・キャピタル・インダストリアル・トラストとして創業。
- 1994年 - ニューヨーク証券取引所に上場。
- 1999年 - 日本法人設立。
- 2009年 - プロロジスの業績悪化により、保有資産をシンガポール政府投資公社（GIC）に売却し、GLP（Global Logistic Properties）が設立された。
- 2011年 - AMBプロパティコーポレーションと合併 。
- 2022年 -Gaussy株式会社と資本業務提携 [3]。

## 日本における事業
株式会社プロロジスはプロロジスの日本法人として1999年に設立された。先進的物流施設「プロロジスパーク」と、都市部のラストワンマイル圏用の「プロロジスアーバン」を開発している。
2009年には、プロロジスの業績悪化により、保有資産をシンガポール政府投資公社（GIC）に売却され、日本においては「日本GLP」が設立され引き継がれた。
2012年にはプロロジス・リート・マネジメント株式会社を設立し、2013年には日本プロロジスリート投資法人が上場した。物流特化型REITとしては、日本ロジスティクスファンド投資法人、GLP投資法人、に次ぐ3番目の上場であった。
2023年には、第一生命保険などとジョイントベンチャー型私募ファンドである「プロロジス・ジャパン・コア・ロジスティクス・ファンド」を設立し、資産規模2,400億円を目指している。

### 物流プロバイダーの先駆け
2010年時点で、物流大手の日本GLPとプロロジス（AMB含む）において、日本の物流不動産市場の床面積の51％の供給を行っていた。大手デベロッパーの三井不動産のシェア1％、ハウスメーカーの大和ハウス工業のシェアは2％など、シェアに圧倒的な差がある。
日本の物流不動産市場の主要プレーヤーと床面積シェア（2010）
| 順位 | 物件名称               | シェア |
| ---- | ---------------------- | ------ |
| 1    | GLP（日本GLP）         | 26%    |
| 2    | プロロジス             | 15%    |
| 3    | AMB                    | 10%    |
| 4    | ラサール               | 10%    |
| 5    | オリックス             | 7%     |
| 6    | 日ロジファンド投資法人 | 6%     |
| 7    | 日本レップ(グッドマン) | 3%     |
| 8    | 野村不動産             | 3%     |
| 9    | 大和ハウス工業         | 2%     |
| 10   | メープルツリー         | 2%     |
| 11   | 産業ファンド投資法人   | 2%     |
| 12   | 三井不動産             | 1%     |

### 事業所
- 東京オフィス：東京都千代田区丸の内2-7-3東京ビルディング21F
- 大阪オフィス：大阪府大阪市北区梅田2-2-22 ハービスENTオフィスタワー9F

### 日本での物流施設

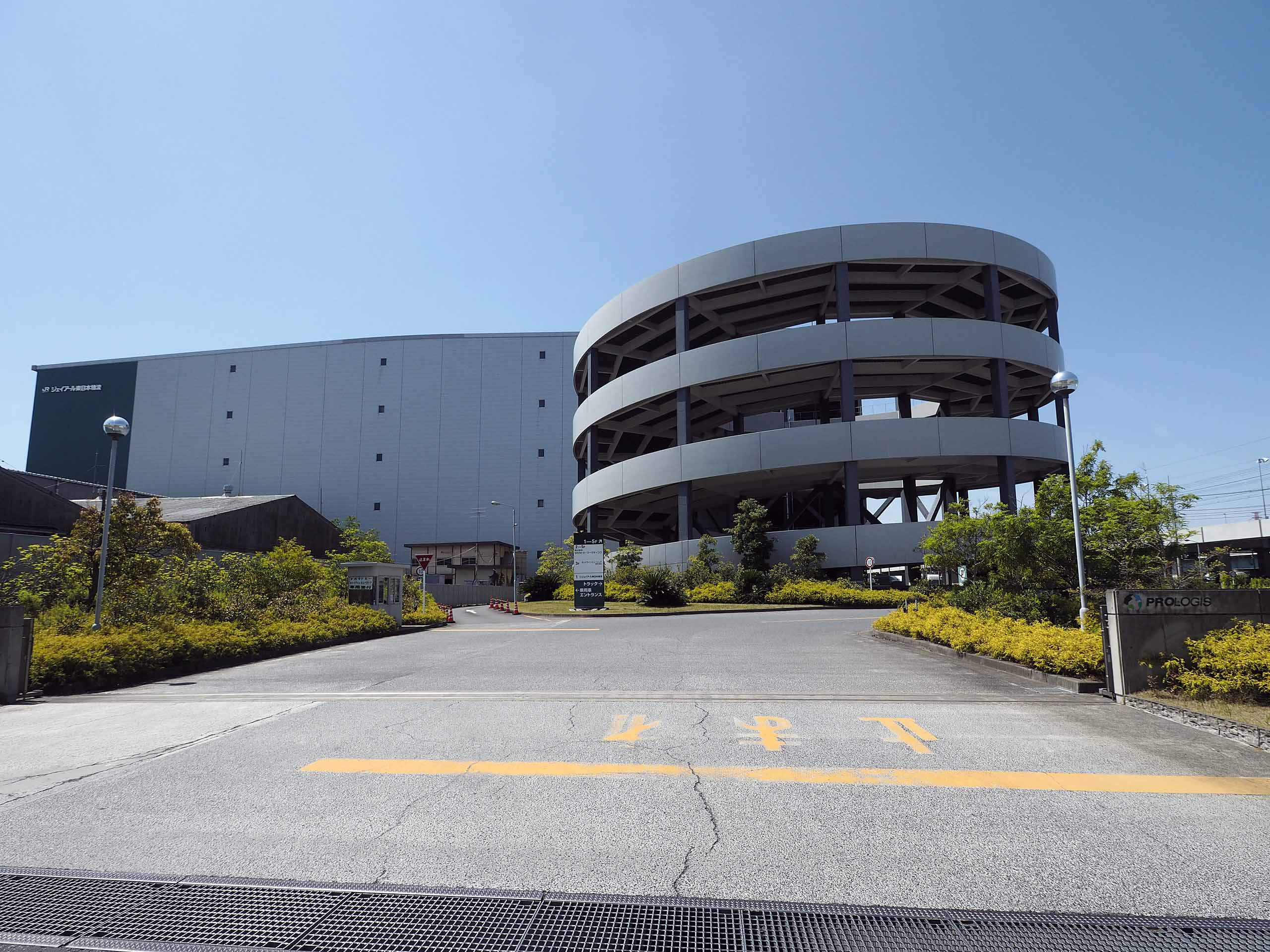
日本国内の施設の例：プロロジスパーク市川II

- プロロジスパーク舞洲1（現「GLP 舞洲 I」）
- プロロジスパーク舞洲2（後の「GLP 舞洲 II」。改称後の2021年に放火事件が発生し建物が損壊したため、2023年に閉鎖）
- プロロジスパーク舞洲3
- プロロジスパーク舞洲4（現「舞洲4ロジスティクスセンター」）
- プロロジスパーク大阪（現「GLP 大阪」）
- プロロジスパーク大阪2
- プロロジスパーク大阪3　※計画のみ[6]。予定地には「SGリアルティ舞洲」が建設された。
- プロロジスパーク大阪4
- プロロジスパーク大阪5
- プロロジスパーク茨木
- プロロジスパーク高槻
- プロロジスパーク神戸
- プロロジスパーク神戸2
- プロロジスパーク神戸3
- プロロジスパーク神戸4
- プロロジスパーク神戸5
- プロロジスパーク尼崎（現「GLP 尼崎」）
- プロロジスパーク尼崎1, 2, 3
- プロロジスパーク川西
- プロロジスパーク猪名川1, 2, （兵庫県川辺郡猪名川町）
- プロロジスパーク京田辺
- プロロジスパーク東京I（大田区東海）
- プロロジスパーク東京II（江東区新砂）
- プロロジスパーク市川I（千葉県市川市）
- プロロジスパーク市川II（千葉県市川市）
- プロロジスパーク習志野3, 4, 5（千葉県習志野市）
- プロロジスパーク成田III（千葉県芝山町）
- プロロジスパーク千葉ニュータウン（千葉県印西市）
- プロロジスパーク三郷I（埼玉県三郷市）
- プロロジスパーク三郷II（埼玉県三郷市）
- プロロジスパーク座間I（神奈川県座間市）
- プロロジスパーク海老名（神奈川県海老名市）
- プロロジスパークセントレア（愛知県常滑市）
- プロロジスパーク鳥栖IV（佐賀県鳥栖市）
- プロロジスパーク古河 1,2,3,4,5,6（茨城県古河市・北利根工業団地）